# بيرون هوارد
بيرون بي هوارد (من مواليد 26 ديسمبر 1968) مخرج أفلام رسوم متحركة مميز أمريكي ومنتج وكاتب سيناريو ورسام رسوم متحركة وفنان قصة وممثل صوتي عرضي في استوديوهات والت ديزني للرسوم المتحركة . اشتهر بأنه المخرج المشارك لـ بولت (2008) و رابونزل (2010) و زوتوبيا (2016) وفيلم الأنميشن القصير رابونزل في تبات ونبات ، ورسام متحرك مشرف على ليلو وستيتش (2002) و الأخ الدب (2003). تم ترشيحه لجائزة جولدن جلوب عن فيلم رابزنزل وفاز بجائزة الأوسكار عن زوتوبيا .

## النشأة والتعليم
ولد هوارد في ميساوا، اليابان ، ونشأ في كل من ضواحي فيلادلفيا  و إساكوه، واشنطن ، الولايات المتحدة الأمريكية ، في عائلة من الطبقة المتوسطة. التحق بكلية كلية ايفرجرين ستيت في أولمبيا بواشنطن .

## مسار مهني وظيفي
بدأ هوارد حياته المهنية في ديزني في عام 1994،  يعمل الرسوم المتحركة في الأفلام بما في ذلك بوكاهونتاس ، مولان ، ليلو وغرزة و الأخ الدب .  تم ترشيحه لجائزة آني لعام 2003 للرسوم المتحركة لشخصية الأخ الدب .
كان أول فيلم أخرجه هوارد هو فيلم الرسوم المتحركة ديزني بولت ، والذي تم ترشيحه لجائزة الأوسكار لعام 2008 لأفضل فيلم رسوم متحركة .  في دوره كمخرج مشارك للفيلم مع كريس ويليامز ، ركز هوارد على تصميم الشخصيات والرسوم المتحركة.  ذهب هاوارد يوم لتوجيه الرسوم المتحركة أفلام ديزني المتشابكة (2010، شارك في إخراجه مع ناثان غرينو ) و زوتوبيا (2016، شارك في إخراجه مع ريتش مور ).  شارك هو وجرينو أيضًا في إخراج وكتابة فيلم الرسوم المتحركة القصير رابونزل في تبات ونبات ، والذي يتميز بشخصيات داعمة وعُرضت في المسارح قبل إعادة الإصدار ثلاثي الأبعاد لعام 2012 للجمال والوحش .
اعتبارًا من نوفمبر 2016 ، يعمل هوارد مع لين مانويل ميراندا على فيلم رسوم متحركة أصلي.  هوارد سوف يشارك في إخراج الفيلم الذي يحمل عنوان مبدئيا إنكانتو ، جنبا إلى جنب مع المخرج المشارك جاريد بوش و كاسترو سميث ، في حين ميراندا وكتابة الأغاني للمشروع، والتي سوف تركز على فتاة من عائلة كولومبية السحرية الذي يفتقر إلى السحر نفسها.
في عام 2009 ، أصبح هوارد عضوًا في أكاديمية فنون وعلوم الصور المتحركة .

## الحياة الشخصية
ذكر هوارد أنه مثلي الجنس بشكل علني وأنه متزوج منذ عام 1988.

## أفلامه التي أخرجها
| ر | إسم الفيلم         | السنة |
| - | ------------------ | ----- |
| 1 | Bolt               | 2008  |
| 2 | Tangled            | 2010  |
| 3 | Tangled Ever After | 2012  |
| 4 | Zootopia           | 2016  |
| 5 | Encanto            | 2021  |

## وصلات خارجية
- بيرون هوارد على موقع IMDb (الإنجليزية)
- بيرون هوارد على موقع ألو سيني (الفرنسية)
- بيرون هوارد على موقع أول موفي (الإنجليزية)
- بيرون هوارد على موقع قاعدة بيانات الأفلام السويدية (السويدية)
- بيرون هوارد على موقع قاعدة بيانات الفيلم (الإنجليزية)
- بيرون هوارد على موقع كينوبويسك (الروسية)